# Bentley State Limousine
Bentley State Limousine – luksusowy samochód osobowy wyprodukowany przez brytyjską firmę Bentley w dwóch egzemplarzach w roku 2002 specjalnie dla Elżbiety II z okazji jej złotego jubileuszu. Dostępny jako 4-drzwiowy sedan. Do napędu samochodu użyto silnika V8 o pojemności 6,75 litra wspomaganego przez układ twin-turbo. Moc przenoszona była na oś tylną poprzez 4-biegową automatyczną skrzynię biegów.

## Dane techniczne

### Silnik
- V8 6,75 l (6750 cm³), 2 zawory na cylinder, OHV, układ twin-turbo
- Układ zasilania: wtrysk Bosch Motronic 7.1.1
- Średnica × skok tłoka: 104,10 mm × 99,10 mm
- Stopień sprężania: 8,0:1
- Moc maksymalna: 406 KM (298,3 kW) przy 4000 obr./min
- Maksymalny moment obrotowy: 835 N•m przy 3250 obr./min